# 布鲁斯·肯德尔
布鲁斯·肯德尔（英語：Bruce Kendall，1964年6月27日—），新西兰男子帆船运动员。他曾代表新西兰参加1984年、1988年和1992年夏季奥林匹克运动会帆船比赛，获得一枚金牌和一枚铜牌。